# Réserve naturelle de Rivne

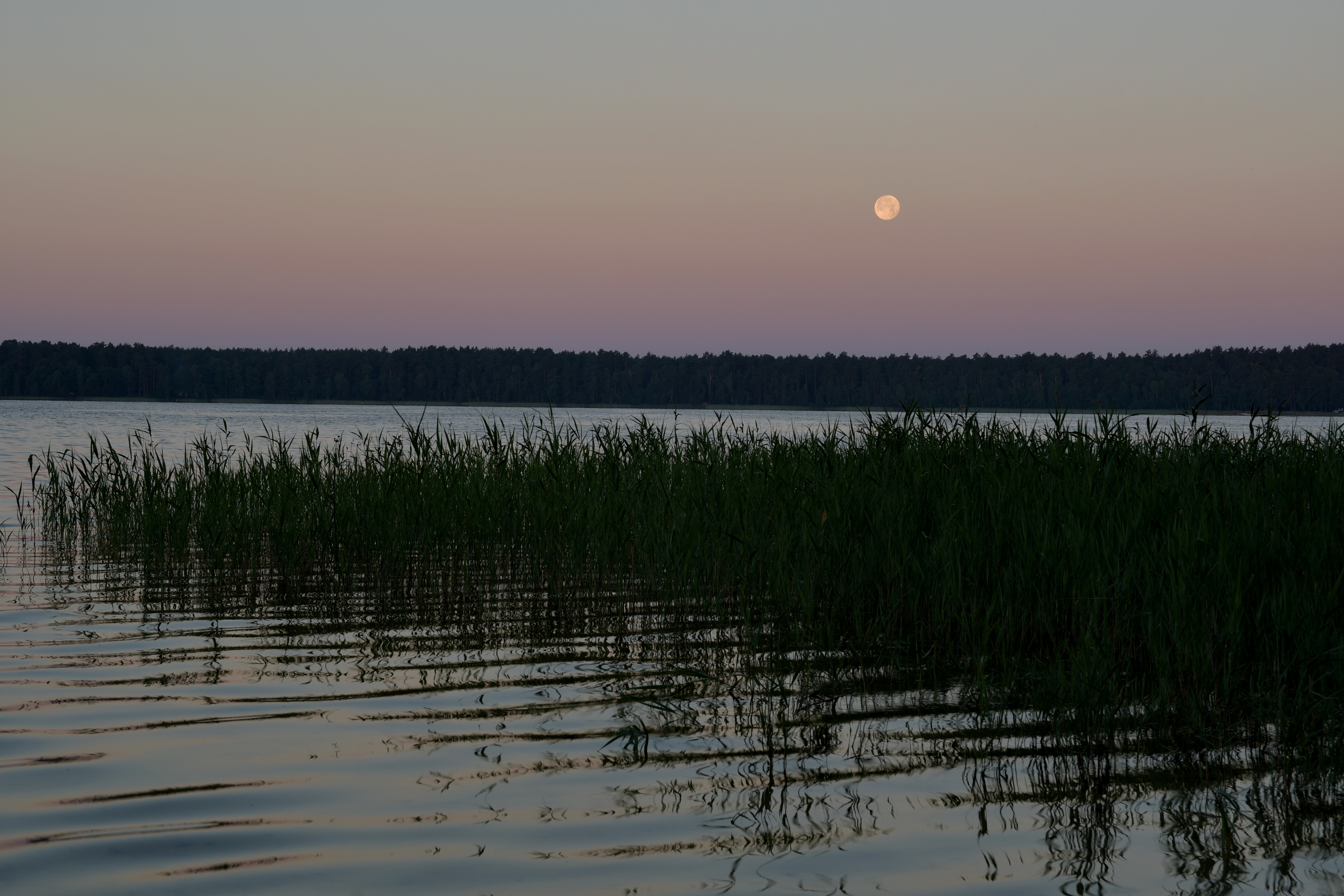
Zone humide dans la réserve de Rivne (2020) classée.

Réserve naturelle de Rivnens'kiy (ukrainien : Рівненський природний заповідник), aussi appelé Réserve naturelle de Rivne, est une réserve naturelle dans le nord-ouest de l'Ukraine, créée pour protéger et étudier le paysage représentatif de la région de Polésie. 
Il fut créé par le président ukrainien, Leonid Danylovych Kuchma, le 3 avril 1999. Conformément à la résolution du Cabinet des ministres de l'Ukraine du 14 août 2003, la réserve a été définitivement actée sur une superficie de 42 288 km 2.

## Topographie
Le territoire de la réserve se compose de quatre zones distinctes qui ont un statut de conservation depuis 1984 :
- Zone paysagère : Lac Blanc (district de Volodymyretska)
- Zone zoologique: «Perebrodivskyy» (districts de Dubrovitsky et Rokytnivskyi)
- Zone botanique: Tourbière de Syra Pohonia (district de Rokytnivskyi)
- Zone hydrologique : Marais de Somyne (district de Sarny)

Il s'agit de la plus grande zone naturelle protégée en Ukraine et de la zone de massifs tourbeux la mieux préservée. 
Le but premier de la réserve est de préserver l'état naturel des complexes naturels typiques et uniques de l'Ukraine Polésienne. En raison de la position géographique de l'Ukraine, la réserve appartient à la zone Volyn Polissya de forêts mixtes. Elle illustre les principales caractéristiques paysagères caractéristiques de cette partie de l'Ukraine : terrain plat, prédominance de sable, excès d'humidité, forte densité forestière et marécages. Le réseau «Belaazyorsk» fait partie de la région physiographique «Verhnopryp'yatskoho» où l'on trouve de nombreux lacs. 
Environ 10% de la superficie du parc est occupée par des marécages. Les réseaux «Somyno», «Sira Poguonya» et «Perebrody» appartiennent à la région physiographique «Nyzhnohorynskoho». 
Cette zone est la partie la plus gorgée d'eau de la Polisse ukrainienne. Les tourbières occupent environ 20 % de la superficie.
En termes géographiques, il s'agit d'une plaine avec une fondation de substrat rocheux qui se trouve à une profondeur de 200 mètres et est recouverte de glace, de glaciers et de sédiments alluviaux. Parmi les quatre secteurs de la réserve, des moraines n'ont été trouvées qu'au «Lac blanc». Le sol dans les quatre zones se compose principalement de tourbe.

## Climat
Le climat de la réserve de Rivne est Climat continental humide, été chaud (classification de Köppen (Dfb)). 
Il est caractérisé par de grands écarts de température saisonniers et un été chaud (au moins quatre mois de l'année ont une moyenne de plus de 10°C, mais aucun n'a une moyenne supérieure à 22°C,). 
La moyenne des précipitations annuelles totales se situe entre 550 et 600 mm pendant la saison de croissance active, qui est de 150–155 jours. Cette zone a une température moyenne de 18,5 °C en juillet, -5,5 °C en janvier, et une température annuelle moyenne de 6 à 7 °C.
La réserve est située dans l'écorégion des forêts mixtes d'Europe centrale, une forêt tempérée de feuillus couvrant une grande partie du nord-est de l'Europe, de l'Allemagne à la Russie.

## Flore

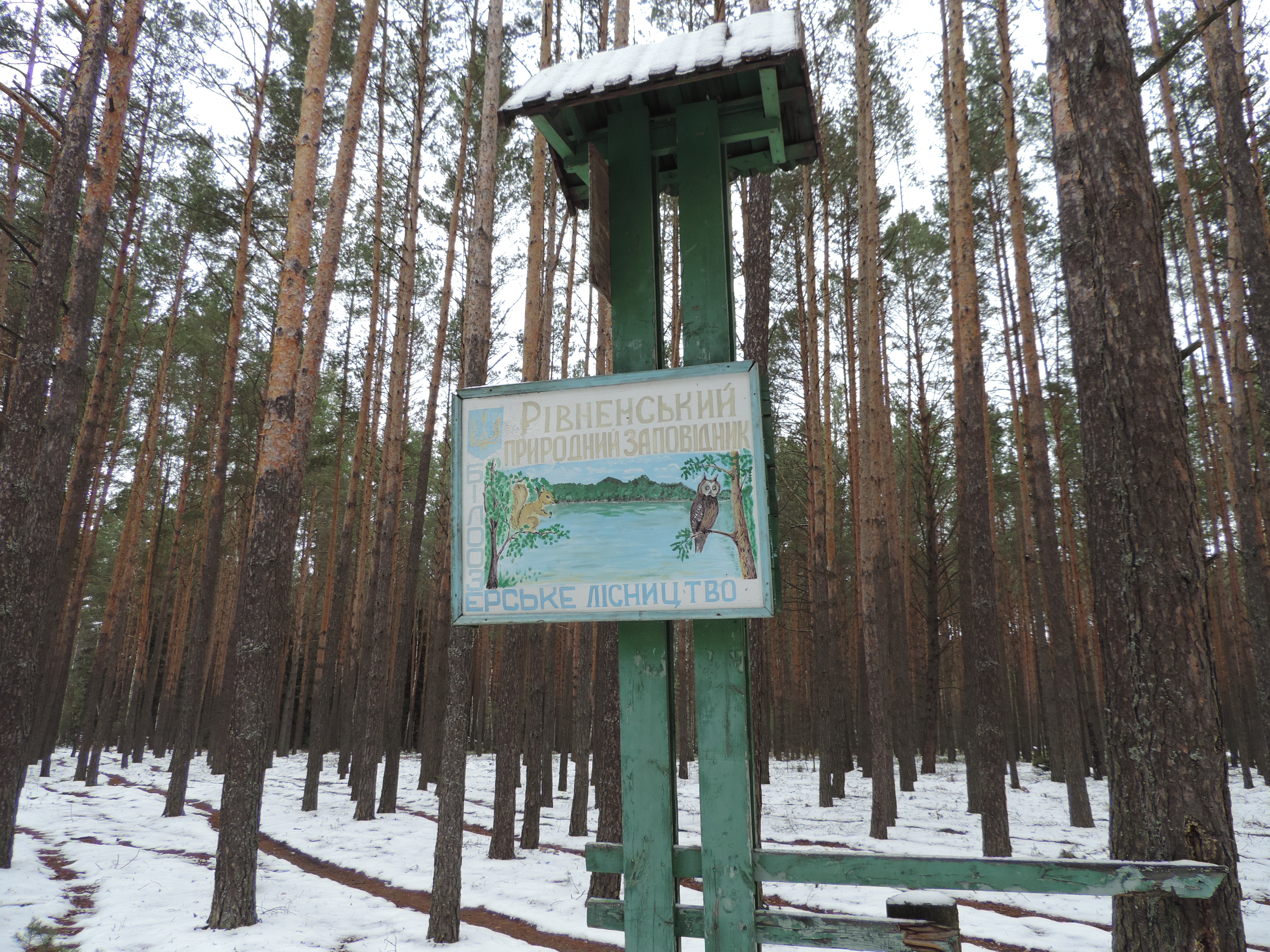
Chemin forestier de la réserve (2016)

Les forêts et les marécages dominent dans la réserve (respectivement 48,3% et 48,5%). Les forêts de pins comptent parmi les principales zones. Un autre est le bouleau : il y a une quantité importante de bouleaux dans de nombreuses zones dans les peuplements, mais les forêts de bouleaux et de pins sont largement dispersées dans tout le parc. Dans les zones locales, les forêts de feuillus ont été formées par des hêtres et des chênes. Une très petite zone est couverte de forêts d'aulnes noirs.
La végétation marécageuse de la réserve est unique. Sa composition est dominée par des marécages mésotrophes (ponts) et dans une moindre mesure oligotrophes. Les marais, recouverts de sphaignes, représentent environ 80 % de toutes les zones humides. Les tourbières eutrophes (basses terres) occupent 10 à 15 % des marais (le reste étant des marais intermédiaires constitués de lacs oligotrophes et eutrophes). Dans l'ensemble, la réserve conserve 13 espèces végétales et 25 espèces animales répertoriées dans le Livre vert de l'Ukraine.

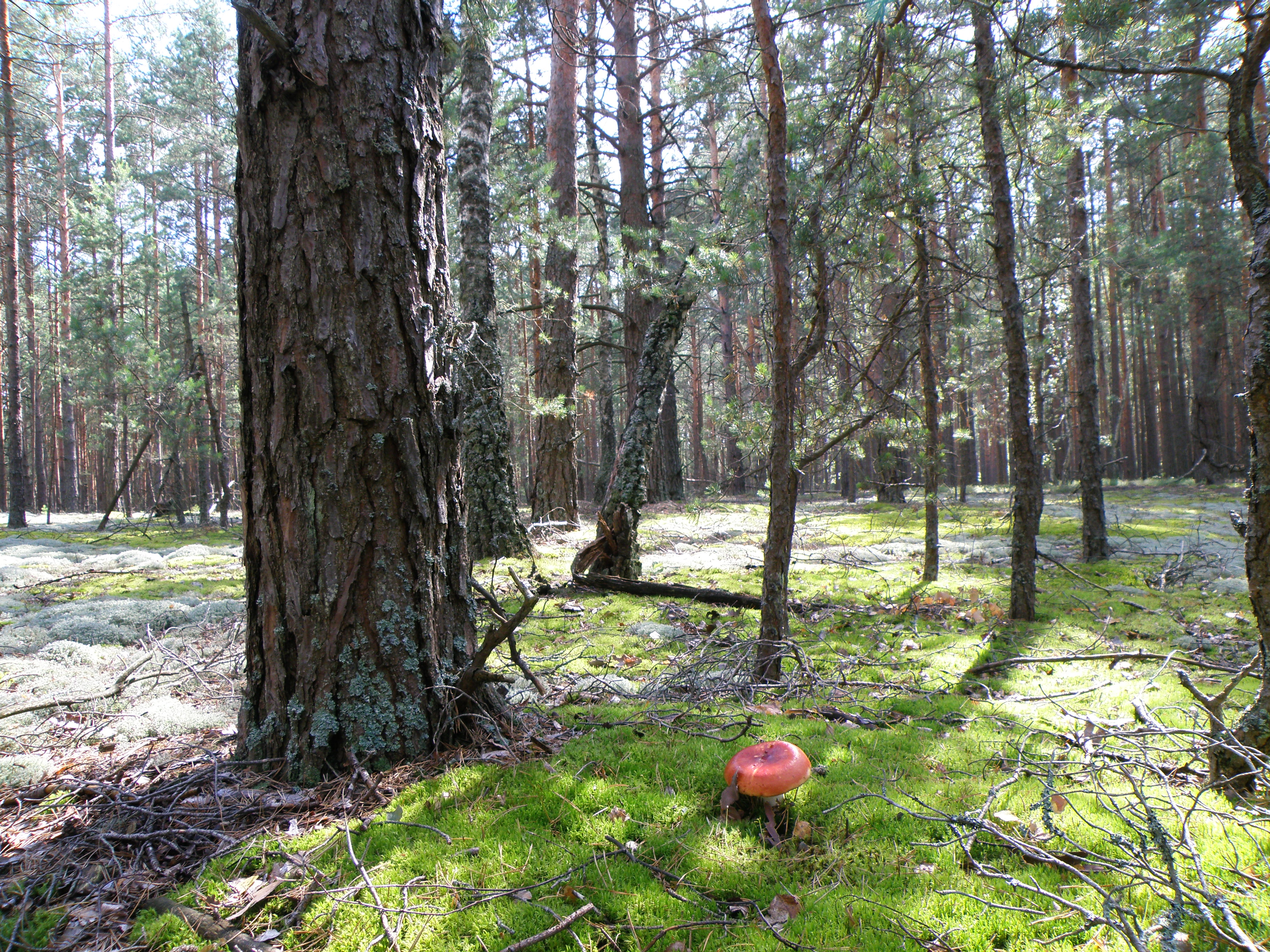
Forêt de pins dans la réserve de Rivne

Environ 563 espèces de plantes vasculaires sont présentes dans la réserve de Rivnens'kyi, selon les données préliminaires. Le nombre de plantes non vasculaires est actuellement mal connu, pourtant la présence de 20 espèces de bryophytes et de 26 lichens a été notée. Sur la réserve, 101 espèces de champignons sont recensées.
Dans la flore de la réserve, 28 espèces rares ont été trouvées et répertoriées dans le Livre rouge de l'Ukraine. Il existe plusieurs espèces très rares qui figurent déjà dans le Livre rouge de l'Ukraine, comme le carex dioïque et le saule de Laponie. Parmi les plantes qui poussent dans la réserve, 2 espèces sont inscrites sur la liste rouge européenne, 1 espèce en annexe 1 de la convention de Berne et 28 espèces inscrites sur la liste des espèces rares au niveau régional.

## Faune
La faune de la réserve représente les animaux endémiques de Polissya. 26 espèces de mammifères vivent dans la réserve, le groupe le plus nombreux étant les rongeurs. Il y a aussi naturellement des prédateurs - renards, loups, chiens viverrins, belettes, hermines et autres. Il convient de noter en particulier le lynx, qui vit dans la section «Perebrody» de la réserve.
Il y a 165 espèces d'oiseaux arboricoles dans la réserve. Les espèces arboricoles du nord sont le tétras, le tétras des bois et parfois le tétras. En outre, la bécassine des forêts et la bécasse des bois sont communes, qui dans d'autres parties de Polissya sont rares. Dans les lacs et les régions du «Somyno blanc» vivent des cygnes tuberculés et dans les forêts de conifères bordant les marais - la cigogne noire. Des oiseaux ordinaires tels que le faucon crécerelle, le busard des marais, la buse et le faucon y vivent également.
Dans la réserve, on compte 7 espèces de reptiles et 8 espèces d'amphibiens. La vipère commune, le Mocassin à tête cuivrée ainsi que des lézards vivipares tels que le triton crêté, vivent tous dans la réserve. 
Il y a 15 espèces d'actinoptérygiens dans les réservoirs de la réserve. Dans le lac vivent des anguilles blanches, des poissons-chats et d'autres espèces typiques. Dans l'ensemble, la partie faunique de la réserve compte 221 espèces de vertébrés.
Le Livre rouge de l'Ukraine répertorie 25 espèces de mammifères, ainsi que des oiseaux, présents dans le parc. La liste rouge européenne comprend 7 espèces trouvées. Au sein de la réserve se trouvent 124 espèces animales faisant l'objet d'une protection spéciale en vertu de la Convention de Berne, 15 espèces classées sur la "liste rouge" de l'Union internationale pour la conservation de la nature (UICN) et 29 espèces considérées comme rares au niveau régional. La zone faunique nécessite une étude plus approfondie.

## Présentation en images

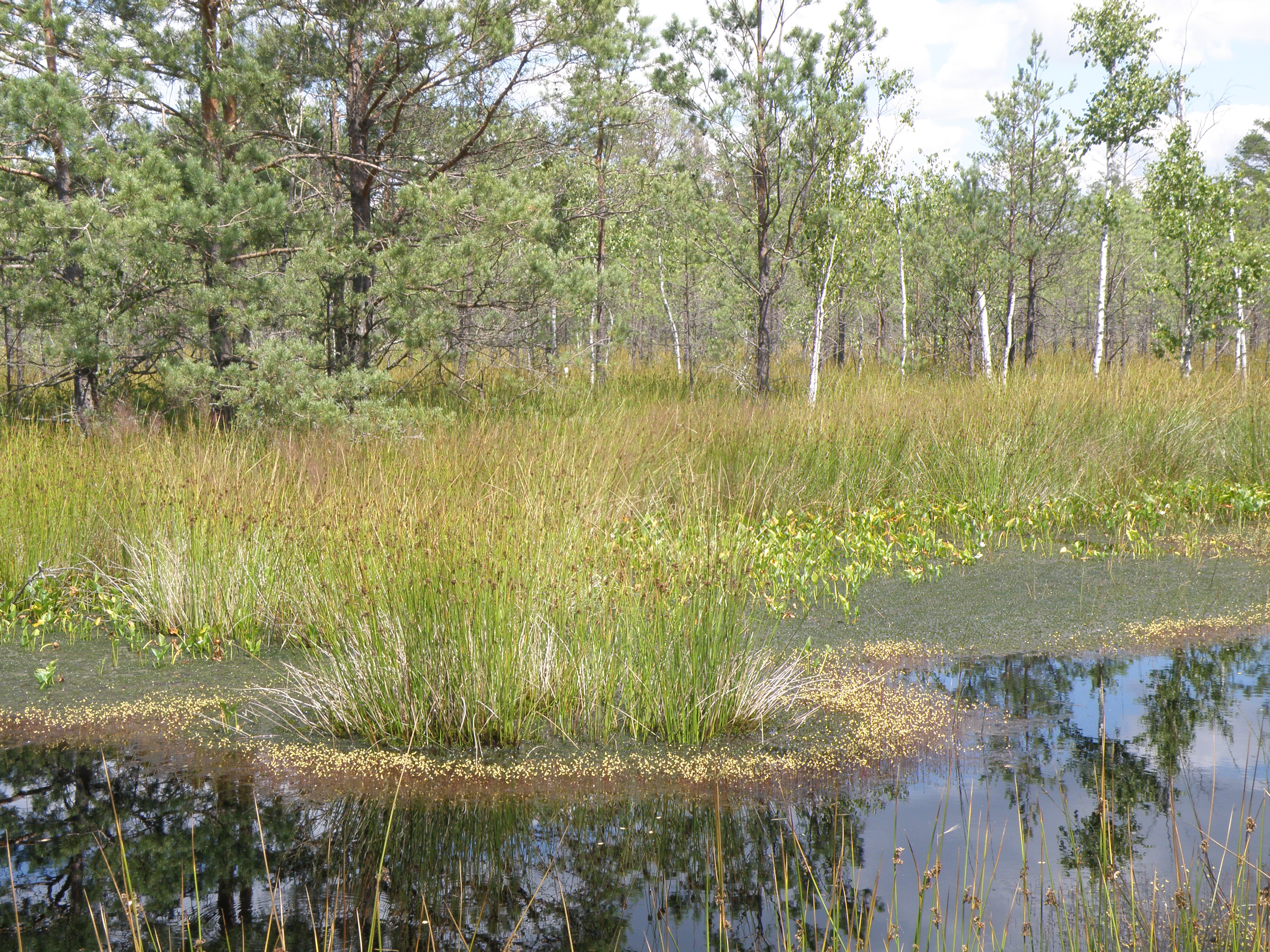
Tourbière oligotrophe à sphaignes, montrant notamment : Utricularia intermedia en floraison et Calla palustris ;
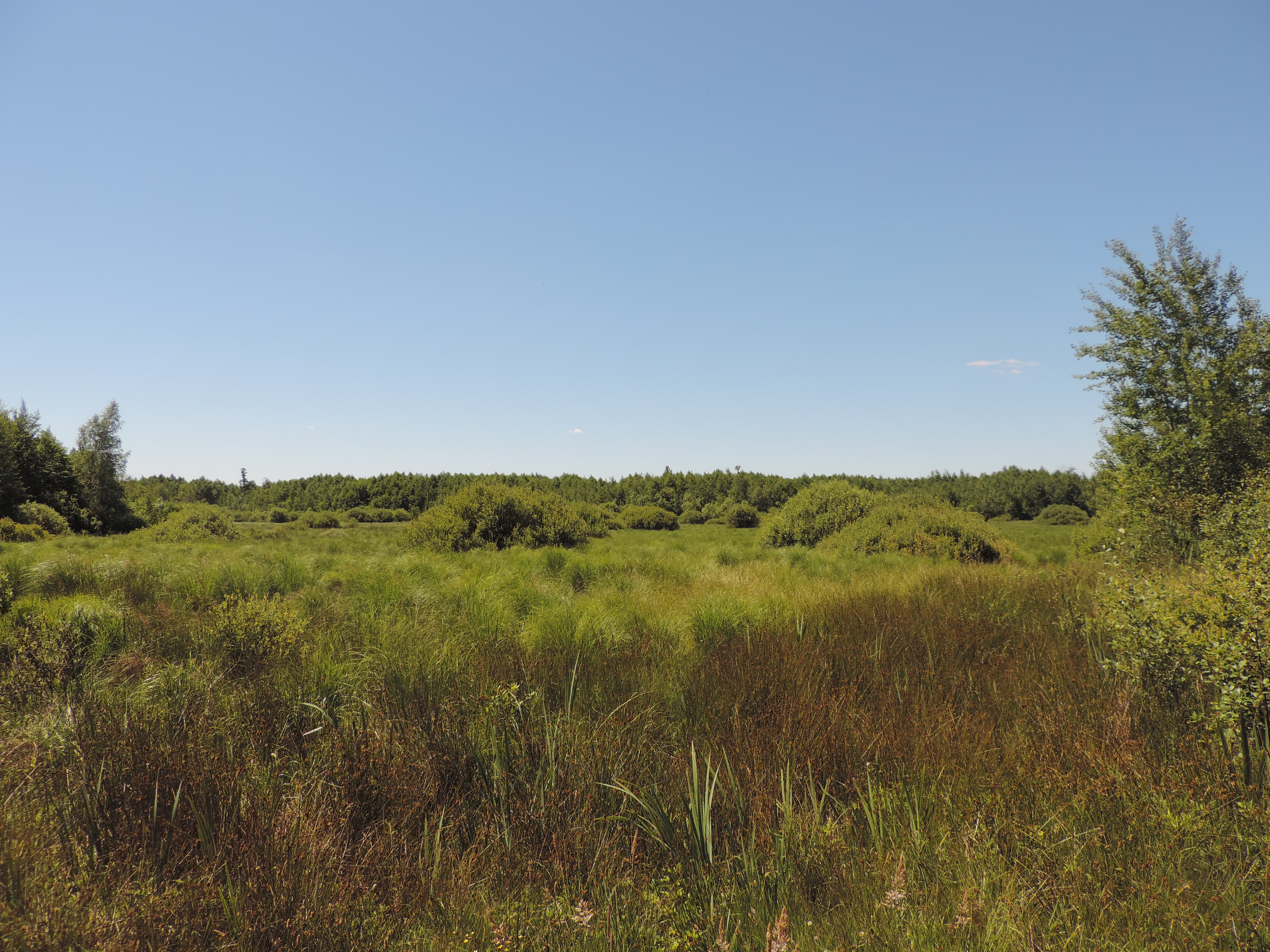
paysage de tourbière (2018) ;
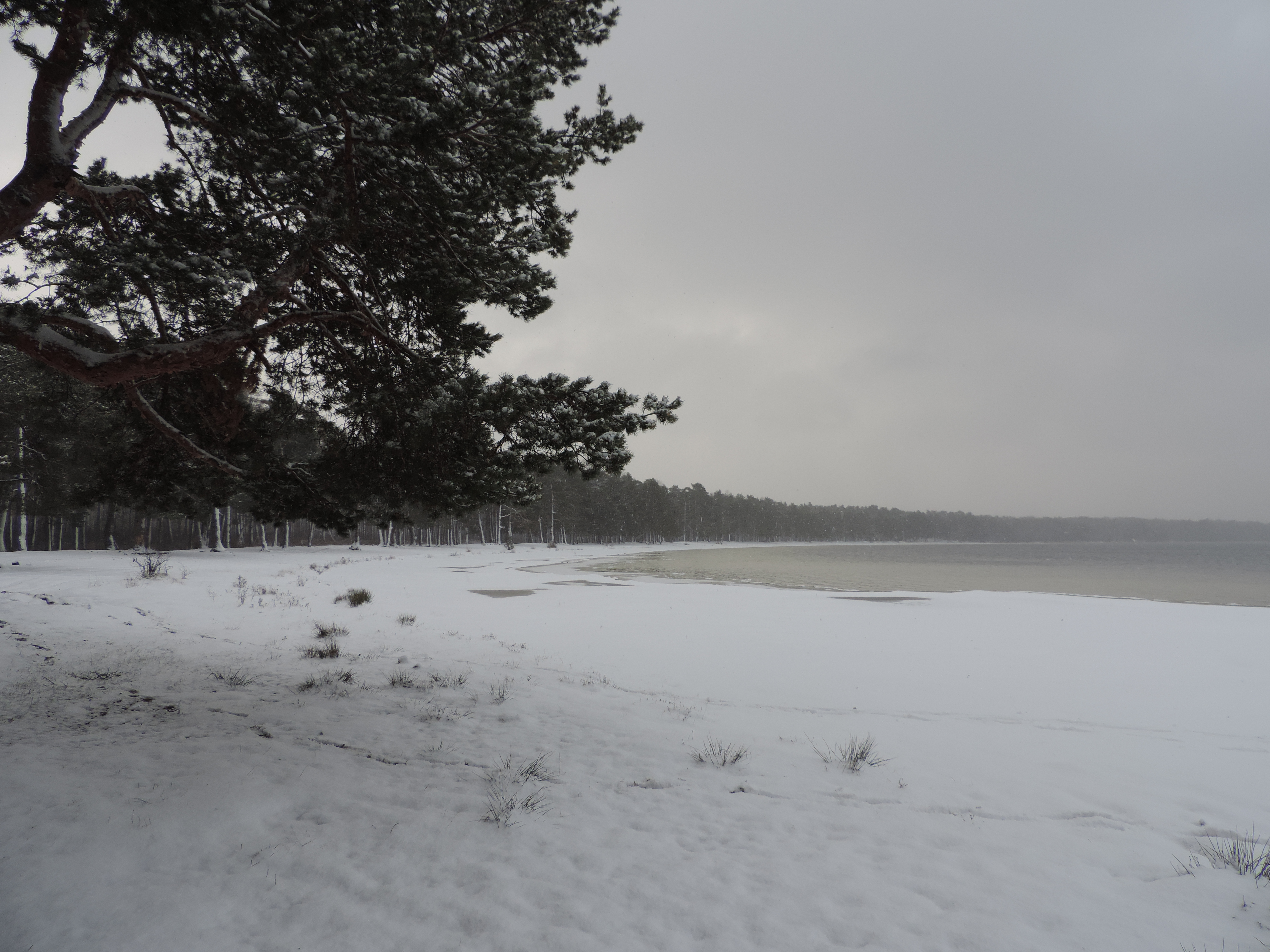
bords gelés d'un lac (2016) ;
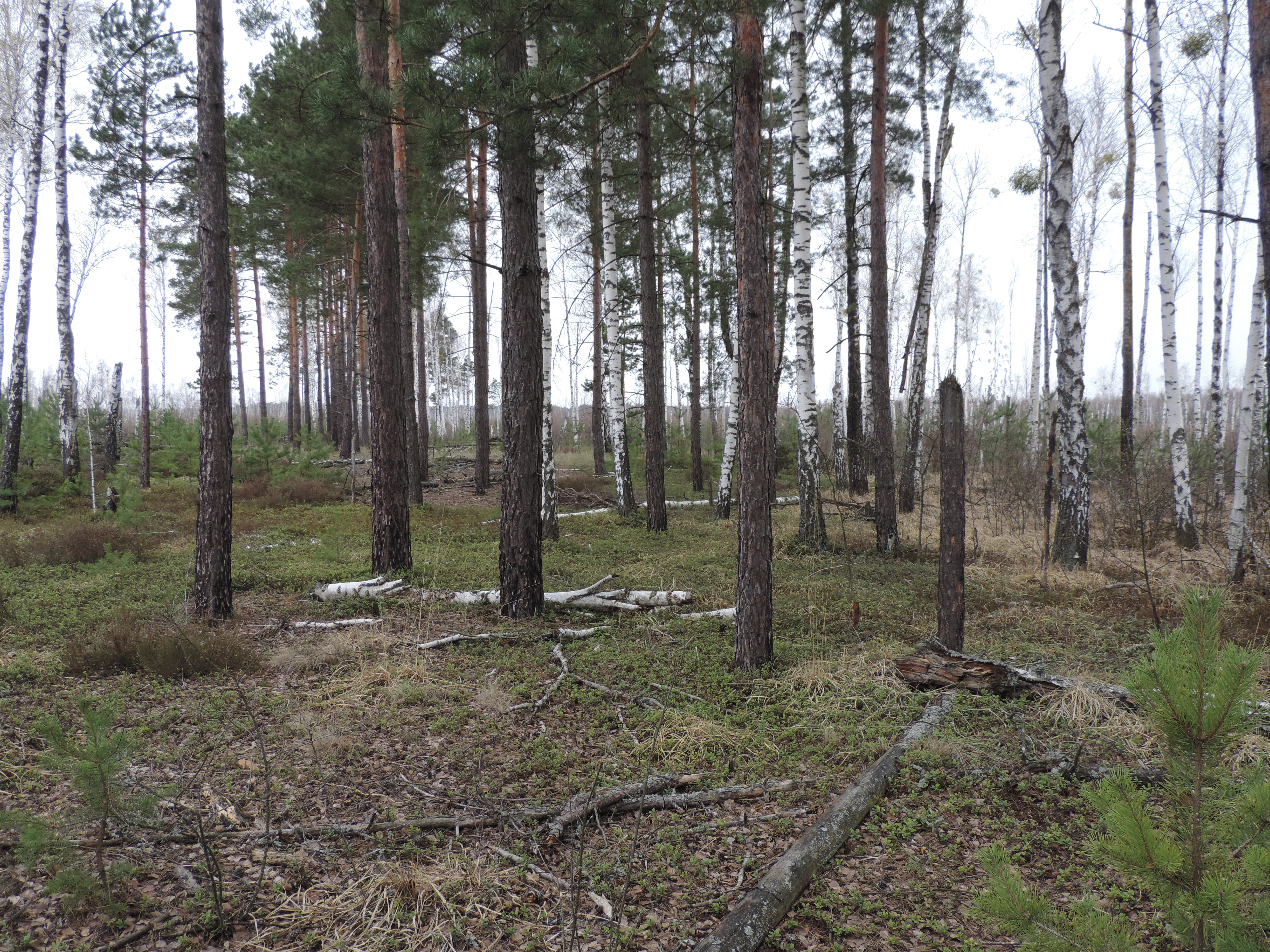
Paysage forestier typique (pins, bouleaux...) ;
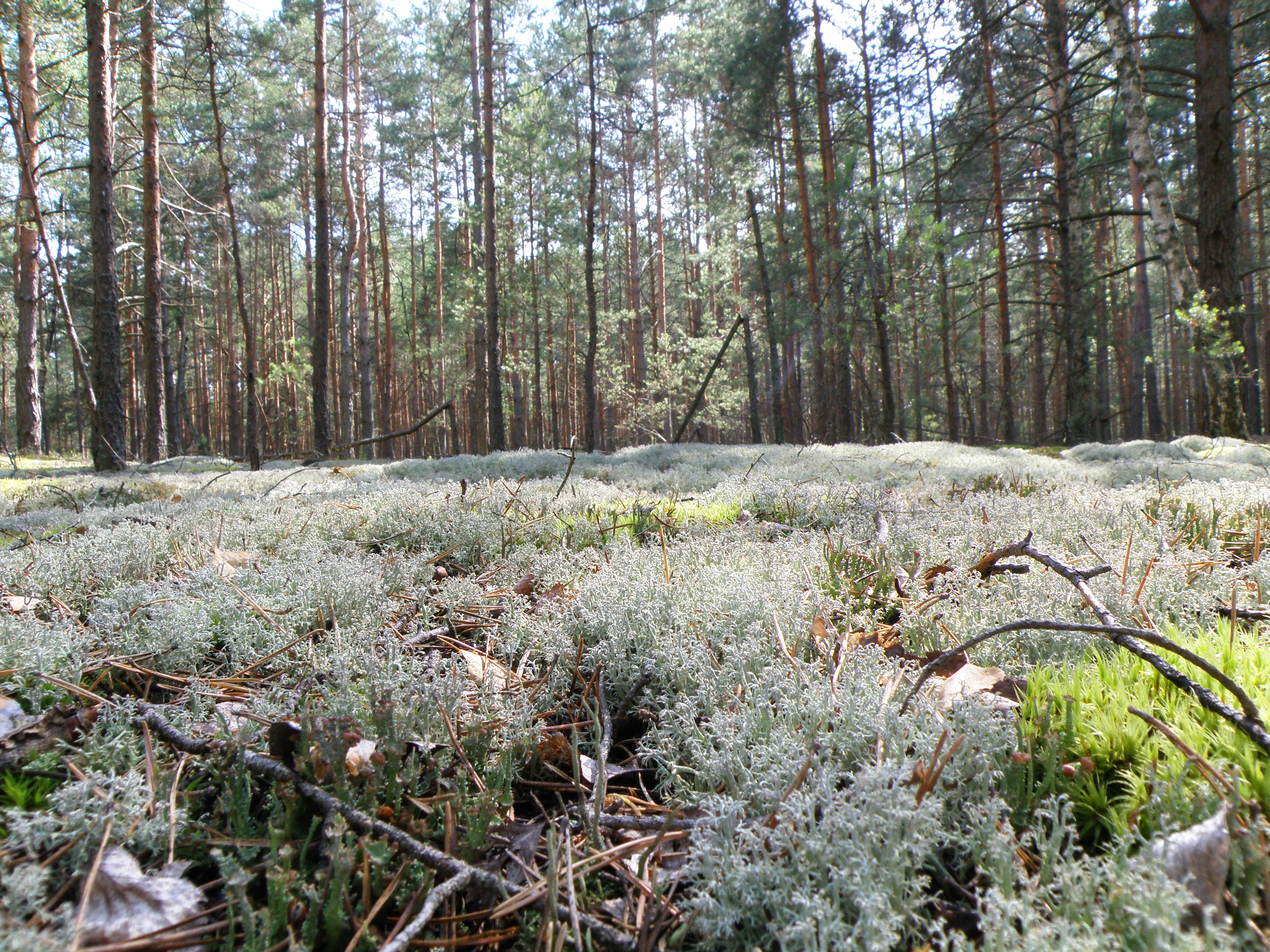
végétation basse en pinède (2014) ;
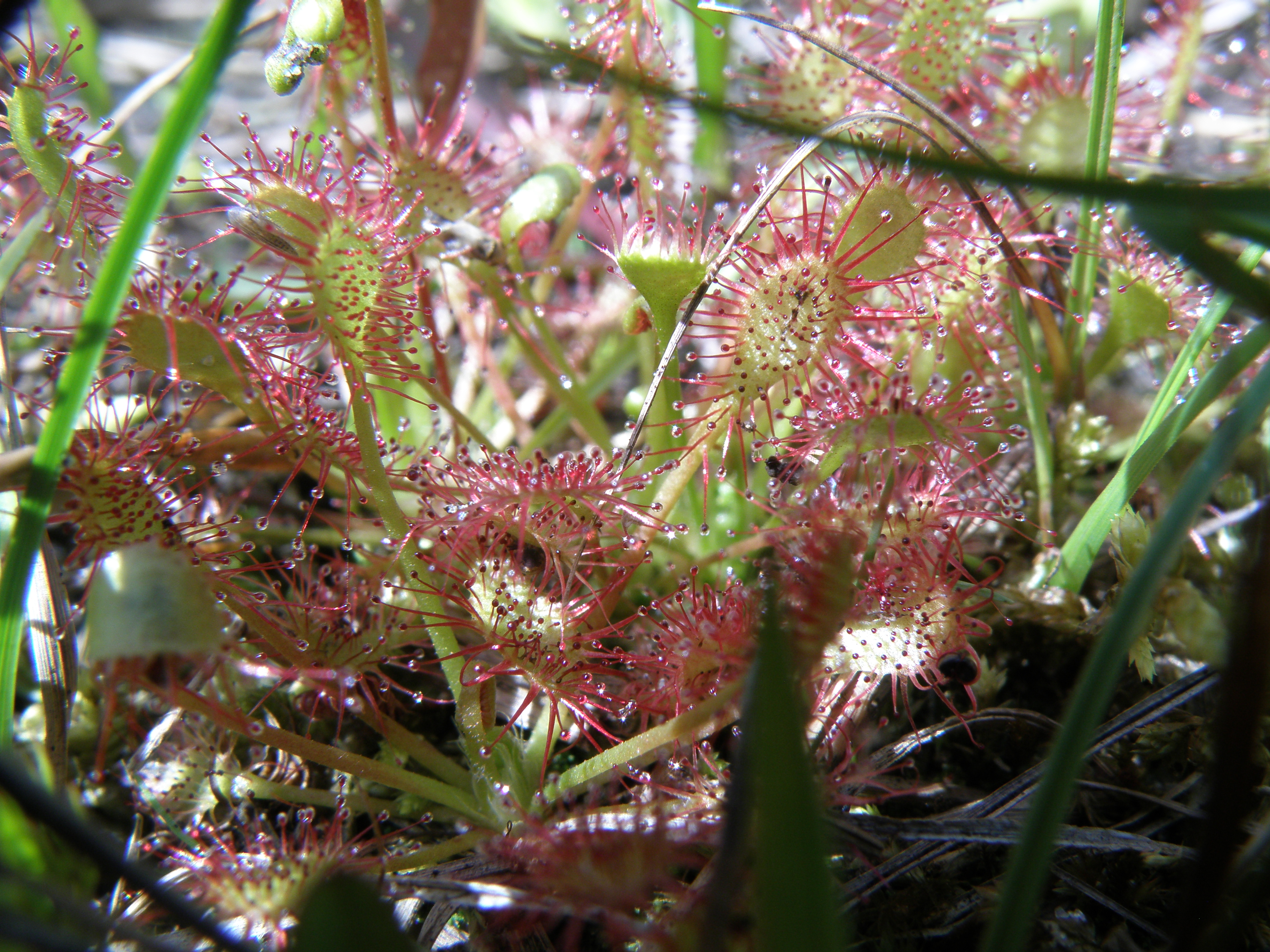
Des Drosera rotundifolia sont naturellement présentes dans ce milieu boisé humide.

## Pages externes
- (uk) Information touristique sur la réserve

- Site officiel